# Bertrando Rossi seniore

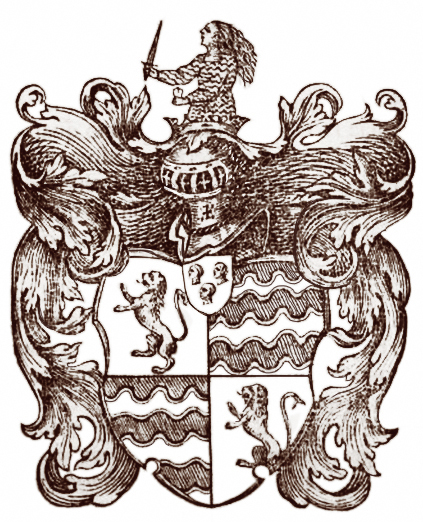
Stemma dei Rossi di Parma

Bertrando de' Rossi, in latino Rubeis (... – Cremona, ottobre 1345) è stato un nobile e militare italiano della famiglia Rossi di Parma.

## Biografia
Figlio di Rolando de' Rossi e di Agnese Ruggeri, figlia di Bonaccorso, feudatario di Felino, nacque agli inizi del XIII secolo. Nipote di Pietro de' Rossi, di Marsilio e di Ugolino, vescovo di Parma, fu bandito dalla città emiliana insieme agli altri Rossi da Mastino della Scala, su istigazione di Azzo da Correggio.

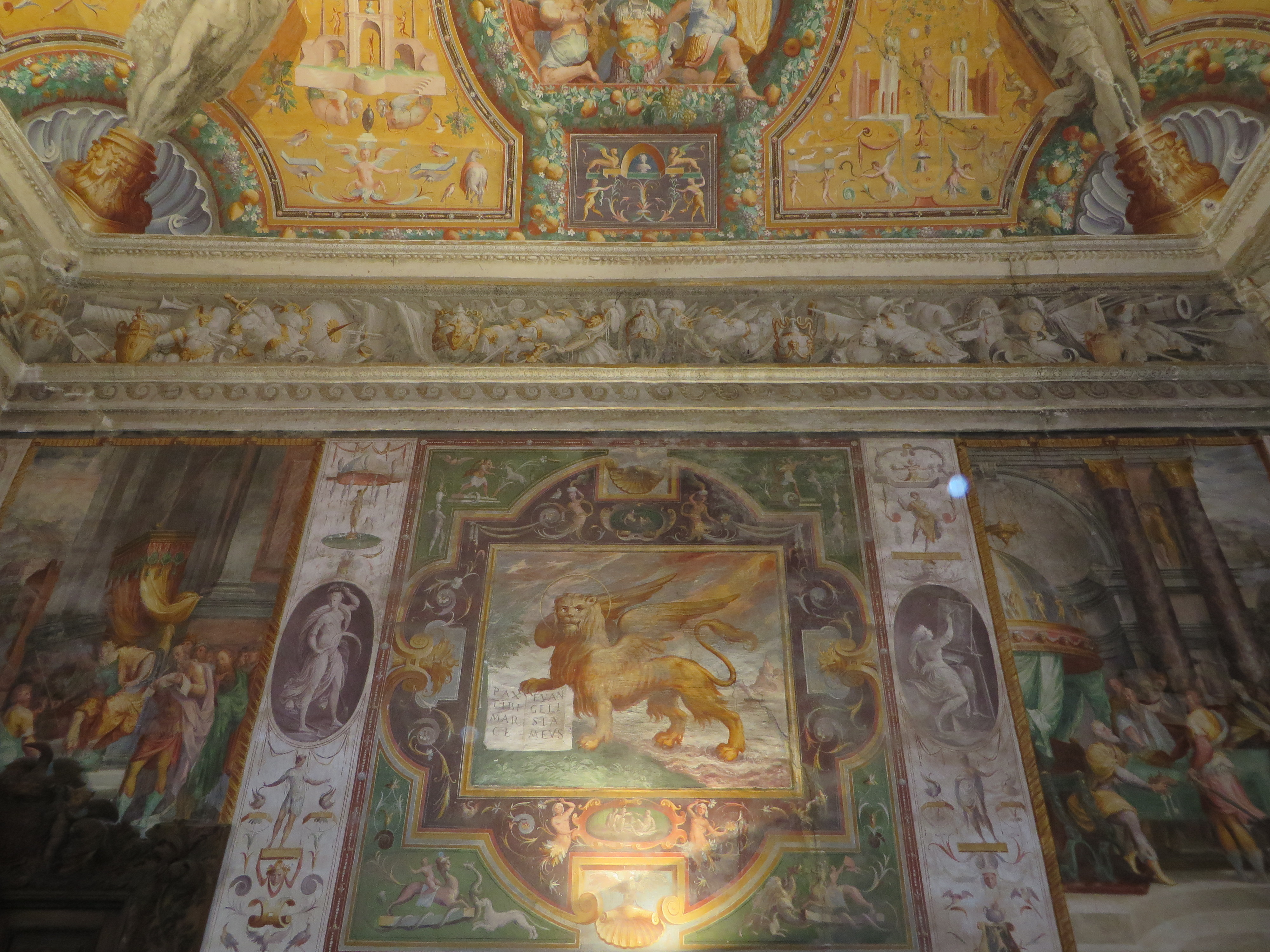
Il leone di San Marco, simbolo della Serenissima, parete ovest Sala delle Gesta Rossiane, Rocca dei Rossi, San Secondo Parmense.

Ritornato in città dopo che questa era stata ceduta da Azzo di Correggio a Obizzo d'Este, fu uno dei protagonisti della rivolta di Parma del 6 aprile 1345 contro la signoria estense. I rivoltosi, che si prefiggevano lo scopo di dare la città a Luchino Visconti, signore di Milano, furono però sconfitti e Bertrando dovette riparare precipitosamente nella città lombarda, alla corte del Visconti.
Insieme al fratello Giacomo, Bertrando, per la devozione alla causa della repubblica di Venezia, ottenne dal doge Andrea Dandolo la conferma per se stesso e per i suoi successori del titolo di Patrizio veneto che a suo tempo era stato conferito al padre Rolando per i servigi resi alla Serenissima.  Il titolo nobiliare della serenissima sarà mantenuto nei secoli dalla famiglia Rossi e, a conferma del forte legame della famiglia con la città veneta, nella Sala delle Gesta Rossiane della Rocca dei Rossi di San Secondo Parmense è rappresentato sulla parete ovest il vessillo della repubblica di Venezia.
Bertrando morì solo sei mesi dopo la rivolta, in età molto giovane a Cremona. Fu sepolto nella chiesa domenicana di Cremona e da lì traslato a San Francesco a Parma nella cappella gentilizia della famiglia per volere del figlio Bertrando juniore che per il padre volle "un'arca pulcra et honorabili".

## Discendenza
Bertrando sposò Sara di Guglielmo III da Camposampiero, di Padova, dalla moglie ebbe due figli:
- Caterina che sposò Leonardo Malaspina Marchese di Gragnola
- Bertrando (1336-1396) detto juniore, succederà allo zio Giacomo come titolare della Contea di San Secondo